# 河村隆
河村隆（かわむら たかし）は、許斐剛作の漫画およびそれを原作としたアニメ『テニスの王子様』、『新テニスの王子様』に登場する架空の人物である。アニメ版の声優は川本成（あさりど）。実写映画版の俳優は小谷嘉一。ミュージカル版の俳優はミュージカル・テニスの王子様/2ndシーズン/3rdシーズン/4thシーズンを参照のこと。

## プロフィール
- 学校：青春学園中等部
- 学年：3年4組5番
- 所属委員会：美化委員
- 誕生日：11月18日
- 星座：さそり座
- 血液型：A型
- 身長：180cm
- 体重：65kg→70kg
- 足のサイズ：27.5cm
- 視力：左1.5 右1.2
- 利き腕：右
- 使用メーカー
  - ラケット：DUNLOP（RIMBREED XL）
  - シューズ：ASICS（GELSTROKE）
- プレイスタイル：アグレッシブ・ベースライナー[1]

### ステータス
【スピード - 2 /パワー - 5 /スタミナ - 3 / メンタル - 3 /テクニック - 2】

## 人物
手塚以外の3年生や桃城からは、「タカさん」と呼ばれている。現3年レギュラーで、唯一3年からレギュラーになった人物。小学校の時に空手道場に通っていたこともあって、青学一の力自慢であり、握力や背筋は部内トップである。普段は温厚で優しく控えめだが、ラケットを持つと性格が一変し、テンションが高くなり「バーニング!」など英単語交じりで喋る「バーニング状態」になる。ちなみにラケットを持ったときのことはちゃんと覚えている。アニメでは、球技大会で野球のバットを持っている際も「バーニング状態」になっていた。山吹中学校の亜久津仁とは、小学生の時に同じ空手道場に通っていた幼馴染。
青学はシングルスの層が厚いため、相手のシングルスに強力なパワータイプがいない時には、ダブルスで出場する事が多く、不二周助とペアをよく組む。その腕から繰り出されるパワーショットによって相手がラケットを弾かれることもしばしば。また、自らの手により使用不可能にされたラケットも数知れず。しかし、他のメンバーに比べ特別な才能やテクニックがなく、他校の選手から「青学のお荷物」と揶揄された事もある。本人もその事を意識しているのか、そう言われた時も否定しようとせず、試合においては「みんなの足手まといにならないように」と無茶をする事も少なくない。
地区予選決勝は不二と組んで石田・桜井ペアと対戦。石田が打った「波動球」に対し、不二を庇う形で返したが、それによって腕を負傷してしまい、棄権負けとなった。その対戦を契機に「波動球」を習得し、以降得意技として多用するようになる。関東大会1回戦はS3で樺地と対戦。あっさりと「波動球」をコピーされ、その後は打ち合いになるが、それによって両者共に手首を負傷し、ノーゲームとなった。準決勝は桃城と組んで天根・黒羽ペアと対戦。「ダッシュ波動球」を披露し、勝利した。全国大会2回戦は不二と組んで知念・平古場ペアと対戦。序盤は平古場の「飯匙倩」に空振りしたり、ハードヒットする機会を与えてもらえなかったが、自ら「波動球」を打てる場面を作るべく、ロブの連発で相手のしびれを切らさせたり、ドロップショットを駆使する一面も見せた。終盤は威力が衰えた「飯匙倩」も返せるようになり、勝利した。準決勝の四天宝寺・石田銀との対決では、自分の唯一のターニングポイントであるパワーで勝つことを決意し、波動球勝負に持ち込んだ。結果、満身創痍になりながらも相手のマッチポイントで渾身のサーブを打ち、それを銀が打ち返せず骨折し、棄権勝ちとなった。
『新-』では、U-17日本代表合宿に参加。脱落を賭けたタイブレークマッチで亜久津と対戦し敗北。その後、崖の上のコートでの特訓を経て、「革命軍」として2番コートに所属。樺地とダブルスを組み、1軍の伴・伊達ペアと対戦。「弐拾五式波動球」や「佰八式波動球」を放つ、伴の上に落ちてきた照明を受け止めるなどして、最終的に伊達にそのパワーを認められ1軍No.12のバッジを託された。
実家は寿司屋（かわむらすし）。その為、実家の手伝いをしてから朝練に行く。高校に進学したら家業の寿司屋を継ぐために修行を始めるつもりなので、テニスは中3の今年が最後と決めている。

## 得意技
バーニングサーブ
200km/hを超えるとされるサーブ（実際の速度ではなく強烈なサーブによるイメージ）。
波動球
渾身の力を込めて放たれるフラットショット。不動峰の石田鉄から模倣した。その後、特訓により壱式〜佰八式までの波動球を習得した模様。
両手波動球
腕への負担を減らした両手で放つ波動球。ただし、威力は片手のものよりも劣る。
ダッシュ波動球
前に踏み出す力を利用した波動球。ただし使用回数が限られている。石田銀曰く、壱式波動球と同等の威力。
漢球（おとこだま）
石田銀の波動球によりボロボロになった時に偶然使用したサーブ。フレームに当たったことにより無数のブレが生じ、波動球のようには無効化されず石田銀の腕を破壊した。

## キャラクターソング

### シングル
|     | 発売日         | タイトル            | 規格品番   |
| --- | -------------- | ------------------- | ---------- |
| 1st | 2002年7月3日   | Burning Heart       | NECM-11003 |
| 2nd | 2004年6月30日  | 遊びに行かないか?   | NECM-10006 |
| 3rd | 2007年11月14日 | C'mon every burning | NECM-10085 |

### アルバム
|     | 発売日         | タイトル      | 規格品番   |
| --- | -------------- | ------------- | ---------- |
| 1st | 2005年10月19日 | GREATEST OVER | NECA-30146 |

## 参考
1. ↑  『公式ファンブック テニスの王子様10.5』、『公式ファンブック テニスの王子様20.5』、『公式ファンブック テニスの王子様40.5』をそれぞれ参照。
2. ↑  『新テニスの王子様』10.5巻参照。